# Liste der Biografien/Salc
Liste der Biografien |
Portal Biografien |
Personensuche
# |
A |
B |
C |
D |
E |
F |
G |
H |
I |
J |
K |
L |
M |
N |
O |
P |
Q |
R |
S |
T |
U |
V |
W |
X |
Y |
Z |
?
 
Sa |
Sb |
Sc |
Sd |
Se |
Sf |
Sg |
Sh |
Si |
Sj |
Sk |
Sl |
Sm |
Sn |
So |
Sp |
Sq |
Sr |
Ss |
St |
Su |
Sv |
Sw |
Sy |
Sz
 
Saa |
Sab |
Sac |
Sad |
Sae |
Saf |
Sag |
Sah |
Sai |
Saj |
Sak |
Sal |
Sam |
San |
Sao |
Sap |
Saq |
Sar |
Sas |
Sat |
Sau |
Sav |
Saw |
Sax |
Say |
Saz
 
Sala |
Salb |
Salc |
Sald |
Sale |
Salf |
Salg |
Salh |
Sali |
Salj |
Salk |
Sall |
Salm |
Saln |
Salo |
Salp |
Salq |
Sals |
Salt |
Salu |
Salv |
Salw |
Saly |
Salz
Die Liste der Biografien führt alle Personen auf, die in der deutschsprachigen Wikipedia einen Artikel haben. Dieses ist eine Teilliste mit 40 Einträgen von Personen, deren Namen mit den Buchstaben „Salc“ beginnt.

## Salc

### Salce
- Salce, Giuliana (* 1955), italienische Geherin
- Salce, Luciano (1922–1989), italienischer Schauspieler, Filmregisseur und Drehbuchautor
- Salcedo Aquino, Julio César (* 1951), mexikanischer Ordensgeistlicher, römisch-katholischer Bischof von Tlaxcala
- Salcedo Ojeda, Carlos Alberto (* 1960), peruanischer Ordensgeistlicher, römisch-katholischer Bischof von Huancavelica
- Salcedo Quezada, Claudia (* 1980), chilenische Biathletin
- Salcedo, Carlos (* 1993), mexikanischer Fußballspieler
- Salcedo, Doris (* 1958), kolumbianische Plastikerin und Installationskünstlerin
- Salcedo, Eddie (* 2001), italienisch-kolumbianischer Fußballspieler
- Salcedo, Eduardo, mexikanischer Fußballspieler
- Salcedo, José (1949–2017), spanischer Filmeditor
- Salcedo, Juan de (1549–1576), spanischer Konquistador
- Salcedo, Miguel (1923–2018), mexikanischer Fußballspieler
- Salcedo, Rogelio (1925–1955), chilenischer Radrennfahrer
- Salcedo, Santiago (* 1981), paraguayischer Fußballtorhüter
- Salcedo, Saúl (* 1997), paraguayischer Fußballspieler

### Salch
- Salcher, Andreas (* 1960), österreichischer Politiker (ÖVP), Landtagsabgeordneter, Mitbegründer der Sir-Karl-Popper-Schule, Autor und Berater
- Salcher, Artur (* 1894), österreichischer Ingenieur und nationalsozialistischer Funktionär
- Salcher, Evamaria (* 1975), deutsche Schauspielerin und Hörspielsprecherin
- Salcher, Gisela (* 1969), österreichische SchauspielerinGisela Salcher (* 1969)

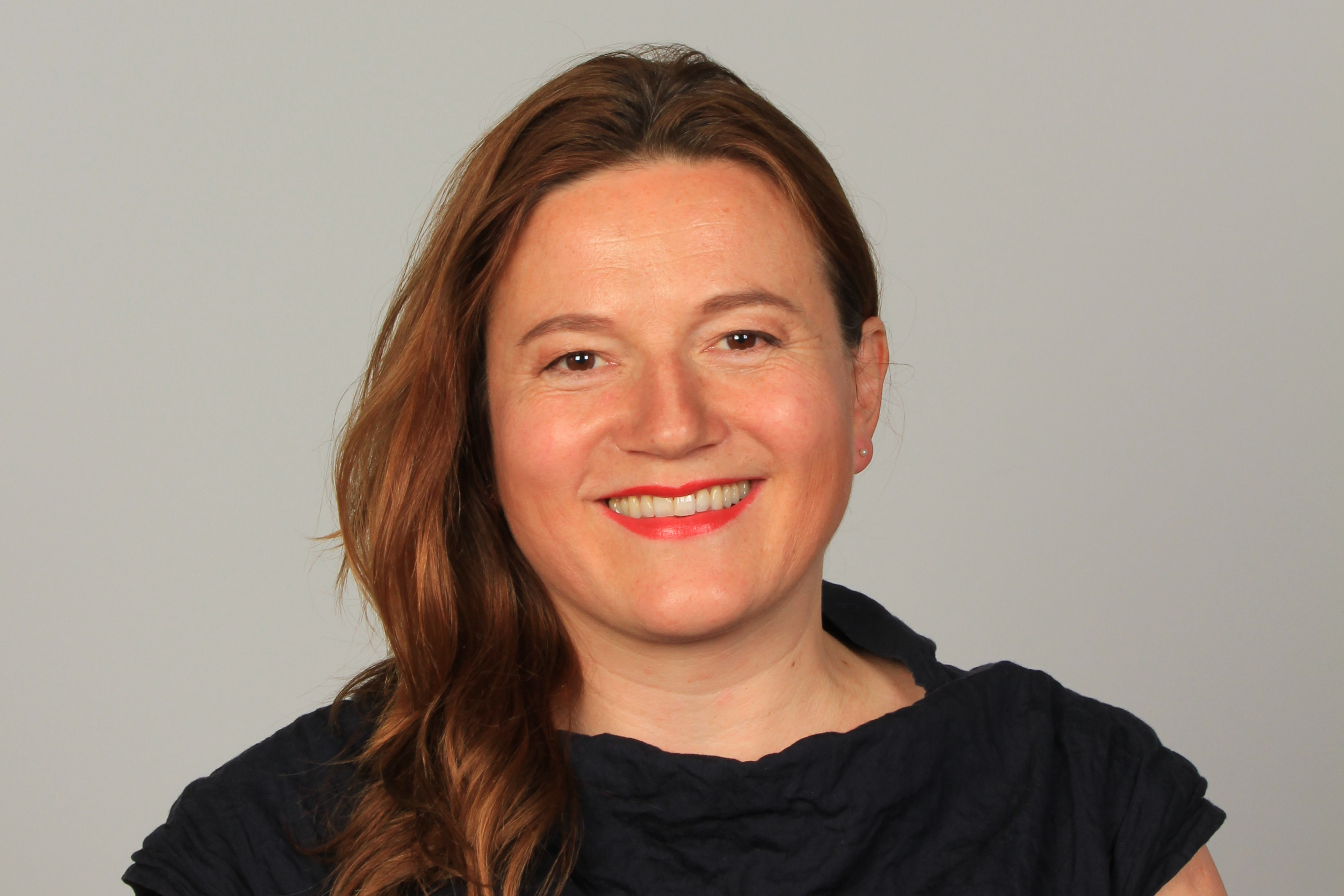
Gisela Salcher (* 1969)

- Salcher, Herbert (1929–2021), österreichischer Politiker (SPÖ), Abgeordneter zum Nationalrat, Minister
- Salcher, Josef (1908–1976), österreichischer Politiker (ÖVP), Landtagsabgeordneter, Mitglied des Bundesrates
- Salcher, Markus (* 1991), österreichischer Behindertensportler
- Salcher, Patrick (* 1991), österreichischer Naturbahnrodler
- Salcher, Peter (1848–1928), österreichischer Physiker
- Salcher, Viktoria (* 1967), österreichische Filmproduzentin
- Salchert, Katrin (* 1967), deutsche Chemikerin
- Salchert, Monika (* 1956), deutsche Journalistin, Autorin und Moderatorin
- Salchinger, Marianna (* 1974), österreichische Skirennläuferin
- Salchow, Boris (* 1973), deutsch-russischer Komponist
- Salchow, Johann Christian Daniel (1782–1829), deutscher Rechtswissenschaftler und Hochschullehrer sowie Schriftsteller
- Salchow, Josha (* 1999), deutscher Schwimmer
- Salchow, Nancy (* 1981), deutsche Autorin
- Salchow, Roland (* 1945), deutscher Politiker (CDU), MdHB
- Salchow, Ulrich (1877–1949), schwedischer Eiskunstläufer
- Salchow, Ulrich Christoph (1722–1787), deutscher Arzt und Chemiker

### Salci
- Salcido, Brian (* 1985), US-amerikanischer Eishockeyspieler
- Salcido, Carlos (* 1980), mexikanischer Fußballspieler
- Salçıoğlu, Orhan Talat (1960–1993), türkischer Dichter
- Šalčius, Petras Antanas (1943–2023), litauischer Politiker

### Salco
- Salcombe, Rhys, kanadischer Spezialeffektkünstler